# 人生の特等席
『人生の特等席』（じんせいのとくとうせき、原題: Trouble with the Curve）は、ロバート・ロレンツ監督による2012年のアメリカ合衆国のスポーツ・ドラマ映画である。出演はクリント・イーストウッド、エイミー・アダムス、ジャスティン・ティンバーレイク、マシュー・リラード、ジョン・グッドマンらである。
イーストウッドにとっては『グラン・トリノ』以来の出演作品であり、また自身でメガホンを取らない作品に出演するのは『ザ・シークレット・サービス』（1993年）以来である。

## ストーリー
家庭を顧みず、メジャーリーグの1チーム、アトランタ・ブレーブスのスカウトマンとして生きてきたガス（クリント・イーストウッド）は、名スカウトとして知られていたが、年齢のせいで視力が衰え、次の旅で成果を上げられなければ解雇もあり得た。
ガスの娘ミッキーは弁護士で、昇進がかかった大事な時期だったが、ガスの友人たちから目の障害について聞かされると、休暇をとってガスのスカウト旅行に同行した。美しく度胸もあるミッキーに一目惚れする新米スカウトのジョニー。彼はガスに見い出された有望選手だったが、肩を壊し、スカウトに転向した男だった。
ミッキーは5才で母親を亡くし、ガスのスカウト旅行に同行して育てられた。選手を見る目はガス譲りで一流だったが、ガスはミッキーを親戚や寄宿学校に預けて大学まで出した。荒っぽいスカウトの男社会からミッキーを守る為の選択だったが、ガスを愛しつつも、捨てられたという思いが拭えないミッキー。
ジョニーが目を付けた投手について、止めておけとアドバイスするガスとミッキー。だが、ガスの球団は、ガス以外のスカウトの言葉を入れて、その投手を指名してしまった。騙されたと怒って立ち去るジョニー。
公園でキャッチボールをする無名の青年に、才能を感じるミッキー。球団が選んだ投手の公開練習に青年を連れて行ったミッキーは、ガスや球団幹部の前で、その投手を打ち負かさせた。球団はガスとの契約の延長を望み、ジョニーはミッキーの元へ帰って来た。

## キャスト
※括弧内は日本語吹替
- ガス・ロベル - クリント・イーストウッド（納谷六朗）
- ミッキー・ロベル - エイミー・アダムス（中村千絵）
- ジョニー・フラナガン - ジャスティン・ティンバーレイク（小松史法）
- ピート・クライン - ジョン・グッドマン（楠見尚己）
- ヴィンス - ロバート・パトリック（西村知道）
- フィリップ・サンダーソン - マシュー・リラード（入江崇史）
- ワトソン - ボブ・ガントン
- ローゼンブルーム - ジョージ・ワイナー
- シュワルツ - ジャック・ギルピン（英語版）
- マックス - エド・ローター
- スミッティ - チェルシー・ロス（秋元羊介）
- ルシオウス - レイモンド・アンソニー・トーマス（斎藤志郎）
- ボー・ジェントリー - ジョー・マッシンギル
- グレッグ - ピーター・ハーマン（英語版）
- ビリー・クラーク - スコット・イーストウッド

## 製作
撮影はジョージア州アトランタ、アセンズなどで行われた。

### 作中に名が登場する実在の選手・球団等
- アトランタ・ブレーブス
- ローム・ブレーブス（英語版）
- ボストン・レッドソックス
- ティム・ハドソン
- ラルフ・ガー
- ダスティ・ベイカー
- デール・マーフィー
- チッパー・ジョーンズ
- アレックス・ロドリゲス
- ジョシュ・ベケット
- ジェイアー・ジャージェンス
- アルバート・プホルス
- ジム・パーマー
- デーブ・マクナリー
- マイク・クェイヤー
- パット・ドブソン
- 1975年のワールドシリーズ#第6戦
- カールトン・フィスク
- バーニー・カーボ（英語版）
- フランク・ロビンソン
- ミッキー・マントル
- ヨギ・ベラ
- サンディー・コーファックス
- スティーブ・カールトン
- ランディ・ジョンソン
- 1977年のワールドシリーズ#第6戦
- レジー・ジャクソン
- チャーリー・ハフ
- エリアス・ソーサ（英語版）
- バート・フートン

## 評価
Rotten Tomatoesでは130件の批評家レビューで支持率は55%、平均点は5.9/10となった。Metacriticでは38の媒体に基づき、58/100となった。